# Залог при Кресницах
Залог при Кресницах (словен. Zalog pri Kresnicah) је насељено место у општини Моравче, Средњесловенска регија, Словенија.

## Историја
До територијалне реорганизације у Словенији био је у саставу старе општине Домжале.

## Становништво
У попису становништва из 2011. године Залог при Кресницах је имао 36 становника.
| Број становника према пописима | Број становника према пописима | Број становника према пописима |
| ------------------------------ | ------------------------------ | ------------------------------ |
| 1991                           | 2002                           | 2011                           |
| 20                             | 34                             | 36                             |

Напомена: Године 1953. увећан за део насеља Свети Миклавж који је укинут.